# 陳上川

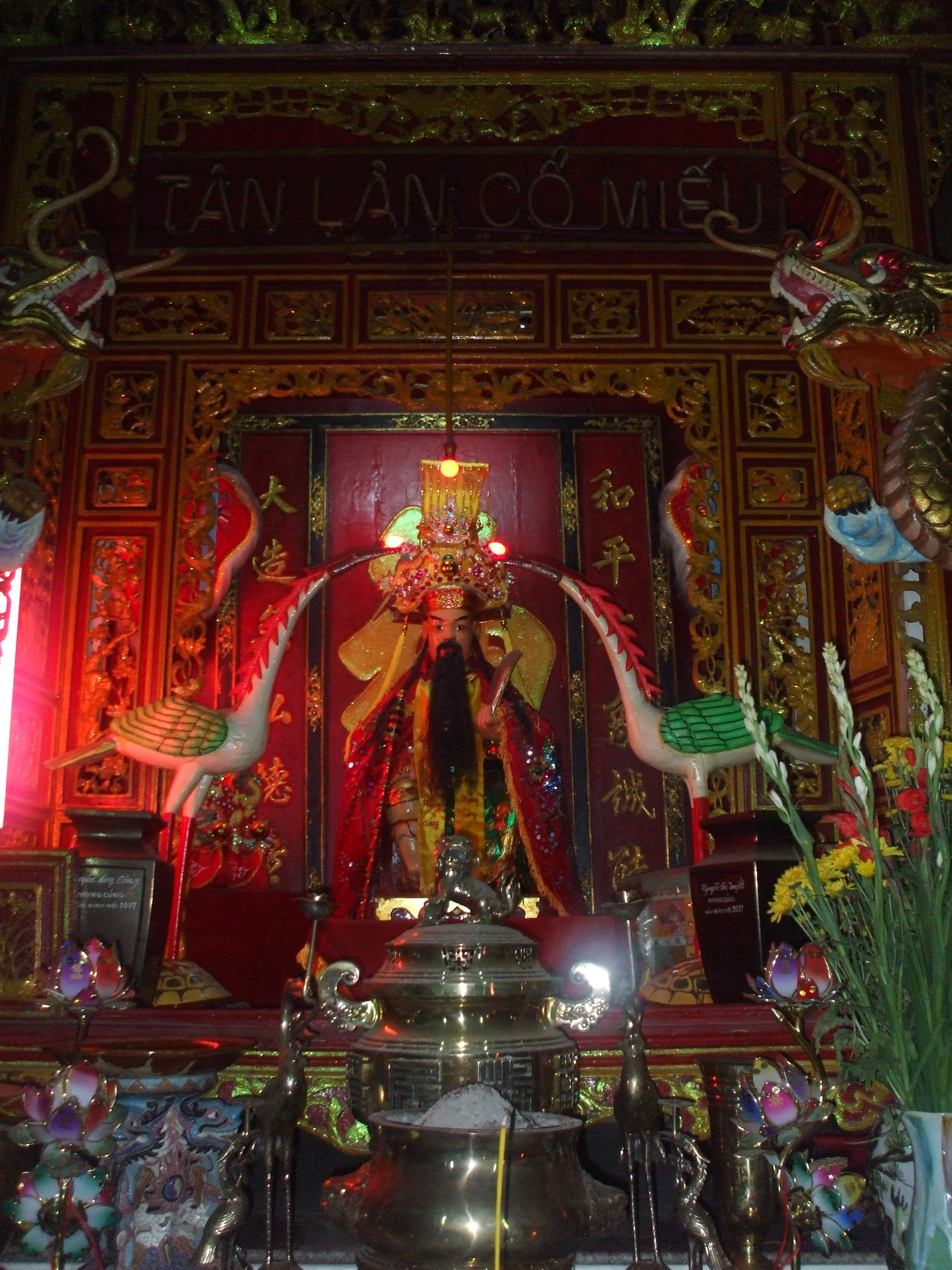
越南邊和的陳上川祠堂

陳上川（越南语：／，1626年—1720年），字勝才（Thắng Tài），號義略。生於廣東高州府吳川縣南三都田頭村（今廣東省湛江市坡頭區南三鎮田頭村），明朝遺臣，時鄭氏政權封為「鎮守高雷廉等處地方總兵官」，三藩之亂後，其與龍門總兵楊彥迪一道，率龍門部屬三千餘人及戰船五十餘艘，從欽州龍門羣島過海投奔廣南，是為明清之際廣西向海外遷徙的規模最大、組織最強、人數最多的政治性移民集團。陳抵達越南南部後，成為當地華僑領袖，阮主封为胜才侯。

## 行狀
其出生在明朝廣東吳川上址的一個富商家庭，其祖先是南宋末年抗元將領陳文龍的族人陳八宣。1642年隨舅前往肇慶。1644年清軍入關後，1646年南明的永曆帝在肇慶即位，陳上川起兵響應。1662年永曆帝被俘後，陳上川繼續抗清，活躍於廣東、廣西一帶，並被明鄭政權首領鄭成功封為高、廉、雷三州總兵。
1673年，三藩之亂爆發。次年陳上川率部攻佔欽州，響應吳三桂。1679年三藩之亂被清朝平定後，陳上川不願成為清朝的子民，與其副將陳安平（Trần An Bình）率三千人，乘坐五十艘戰船前往廣南的沱㶞港，請求得到賢主阮福瀕的庇護。阮福瀕嘉其忠義，不想拒絕；出於越南人南進的需求，阮主決定將他們安置在東浦（今浦島），遂令陳上川和另一位華僑領袖楊彥迪前往南方的邊和、定祥一帶，開墾田地、建造房屋和城市。陳上川所率部眾，就是今日越南明鄉人的始祖之一。
陳上川被阮主封為「嘉定都督」。在陳上川的經營之下，該地區成為了中國、日本和歐洲商人貿易的中轉站，十分繁華。鄭懷德在其所著的《嘉定城通志》中，對陳上川的事蹟有詳盡的描述。
在開墾南圻的同時，陳上川也介入了柬埔寨的內戰當中。1705年，柬埔寨國王托摩列謝三世（匿螉深）和副王安恩（匿螉淹）發生軍事衝突。安恩戰敗，逃往嘉定。阮福瀕派阮久雲送其歸國。但1714年托摩列謝三世在暹羅的支持下進攻安恩。陳上川同副將阮久富一同發兵討伐，托摩列謝三世一族逃亡暹羅。陳上川遂立安恩為柬埔寨國王。
越南的永盛十六年（1720年）十月廿三日，陳上川在今平陽省一帶逝世。死後受到當地人的尊崇，立廟祭祀。他的後代亦世代享受阮主的功臣待遇。到了明命、紹治年間，越南皇帝冊封他為「上等神」（Thượng đẳng thần）。

## 相關人物
- 楊彥迪
- 鄚玖
- 陳大定
- 陳大力